# هرشل سی. لاولس
هرشل سلل لاولس (۵ مه ۱۹۱۱–۴ مه ۱۹۸۹) سی و چهارمین فرماندار آیووا از سال ۱۹۵۷ تا ۱۹۶۱ بود. او همچنین شهردار شهر اتوموا، آیووا بود. او در سال ۱۹۱۱ در هدریک، آیووا به دنیا آمد و در سال ۱۹۸۹ در وینچستر، ویرجینیا درگذشت.
هنگامی که در سال ۱۹۵۶ به فرمانداری انتخاب شد، لاولس تبدیل به چهارمین فرماندار دموکراتی شد که از زمان جنگ داخلی در این ایالت به قدرت رسیده بود. پیوندهای او با جنبش رو به رشد کارگری آیووا و جمعیت شهرنشین این ایالت به کسب پیروزی‌های او در سال‌های ۱۹۵۶ و ۱۹۵۸ کمک کرد. لاولس در طول سال‌هایی که فرماندار بود بر روی مسائلی مانند کنترل سیل، سلامت روان و خدمات اجتماعی تمرکز داشت. او همچنین سعی کرد با تقسیم‌بندی مجدد کرسی‌های مجلس ایالتی به ایجاد تعادل بین نمایندگان مناطق روستایی و شهری کمک کند و وضع آنان را در این نهاد بهبود بخشد. او به همسویی بیشتر حزب دموکرات آیووا با همتای ملی خود کمک کرد.
او در ۴ می ۱۹۸۹، درست یک روز قبل از تولد ۷۸ سالگی‌اش، بر اثر سرطان ریه درگذشت.

## یادداشت
1. 1 2 3 4 5 6  "Political Graveyard". LOVELESS. Retrieved 2010-12-19.
2. 1 2  "Herschel Loveless, 77, Ex-Governor of Iowa". The New York Times (AP). May 6, 1989. Retrieved 2010-12-19.
3. ↑  "Wapello County, Iowa". Political Graveyard. Retrieved 2012-05-01.
4. ↑  "National Governors Association". Herschel C. Loveless. Archived from the original on 2011-06-29. Retrieved 2010-12-19.

- هارلان هان، تضاد شهری و روستایی: سیاست تغییر (۱۹۷۱)
- جیمز سی لارو، حزبی که دوباره متولد شد: دموکرات‌های آیووا، ۱۹۵۰–۱۹۷۴ (۱۹۸۰)
- ویلسون جی. وارن، مبارزه با "غرور آیووا": روابط کار، اتحادیه گرایی و سیاست در غرب میانه روستایی از سال ۱۸۷۷ (۲۰۰۰)